# Bombylius rufiventris
Bombylius rufiventris är en tvåvingeart som beskrevs av Macquart 1846. Bombylius rufiventris ingår i släktet Bombylius och familjen svävflugor. Inga underarter finns listade i Catalogue of Life.